# فيديريكو سكوبا
فيديريكو سكوبا (بالإسبانية: Federico Scoppa)‏ (7 يوليو 1987 بسان نيكولاس دي لوس آرويوس في الأرجنتين - ) هو لاعب كرة قدم أرجنتيني في مركز الوسط. لعب مع بوكا جونيورز.

## روابط خارجية
- فيديريكو سكوبا على موقع قاعدة بيانات كرة القدم.إي يو (الإنجليزية)
- فيديريكو سكوبا على موقع Soccerway.com (الإنجليزية)
- فيديريكو سكوبا على موقع عالم كرة القدم.نت (الإنجليزية)